# N,N-دی‌ایزوپروپیل‌آمینو اتانول
ان،ان-دی‌ایزوپروپیل‌آمینواتانول (به انگلیسی: N,N-Diisopropylaminoethanol) یک ترکیب شیمیایی با شناسه پاب‌کم ۷۳۱۳ است. شکل ظاهری این ترکیب، مایع بی‌رنگ شفاف زرد کمرنگ است.